# Вечёрко, Франтишек Валентинович
Франти́шек (Фра́нак) Валенти́нович Вечё́рко (бел. Франці́шак (Фра́нак) Валянці́навіч Вячо́рка; род. 26 марта 1988 года в Минске) — белорусский журналист, деятель культуры, медиа-аналитик. Советник и глава отдела внешней политики команды Светланы Тихановской. Редактор Новых медиа на Радио «Свобода». Один из руководителей культурной организации «Арт Сядзіба» (Арт Усадьба). Руководитель творческой инициативы «Беларускі Гальфстрым». Лидер молодёжной организации Белорусского народного фронта «Молодёжь БНФ» (с 2008 по 2009).

## Биография

### Молодые годы и семья
Отец — Валентин (Винцук) Вечёрко, лидер Партии БНФ с 1999 по 2007 год. Мать — Арина Вечёрко (1961—2012).
Учился в Гимназии № 8, в Национальном государственном гуманитарном лицее имени Якуба Коласа, считавшемся оппозиционным, формально закрытом Министерством образования в 2003 году, но продолжавшем работу в подпольных условиях. В 2005—2008 году Вечёрко учился на факультете журналистики БГУ, откуда после ареста за участие в оппозиционной акции был отчислен, по официальной версии — за прогулы. 30 июля 2007 года суд Заводского района Минска приговорил Вечёрко к 7 суткам административного ареста по статье 17.1 КоАП (мелкое хулиганство). После отчисления Франак учился в Европейском гуманитарном университете и Варшавском Университете. Получил степень бакалавра по специальности «Public relations и Медиа Маркетинг».
После учёбы в БГУ работал на телеканале Белсат в качестве координатора промоции, потом на Радио «Свобода».

### Военная служба
7 февраля 2009 года принял присягу в 8-й радиотехнической бригаде в Барановичах. Под конец присяги вместо слов «Служу Республике Беларусь!» произнёс «Жыве Беларусь!». Службу проходил в Мозыре в военной части № 48694 противовоздушной обороны в 29-й зенитной военной бригаде.
Проходя службу в Вооружённых силах Республики Беларусь, куда был призван, несмотря на ограничения по здоровью, Франтишек был зарегистрирован кандидатом на выборах в местные Советы депутатов 2010 года в Мозырский районный Совет депутатов. По официальным результатам набрал менее 14 % голосов избирателей, хотя сам Вечёрко считает, что выборы были сфальсифицированы. Франаку якобы удалось снять видео фальсификаций.
В армии публиковал армейский дневник, где описывал своё прохождение службы, санитарные условия, проблемы белорусской армии. Под давлением был вынужден прекратить писание дневника. Был также наказан за использование белорусского языка во время службы. 14 апреля 2010 года был комиссован из армии с врождённым пороком сердца.

### После армии
Являлся ведущим курсов белорусского языка «Мова ці кава» в Минске. Был инициатором кампании популяризации «вышиванки» (традиционной белорусской рубахи), за что газета «Наша Нива» назвала его «человеком года».
Читал лекции по новым медиа для студентов Карлова университета, а также Нью-Йоркского университета в Праге. В 2017 году проходил учёбу в США.

## Политическая деятельность

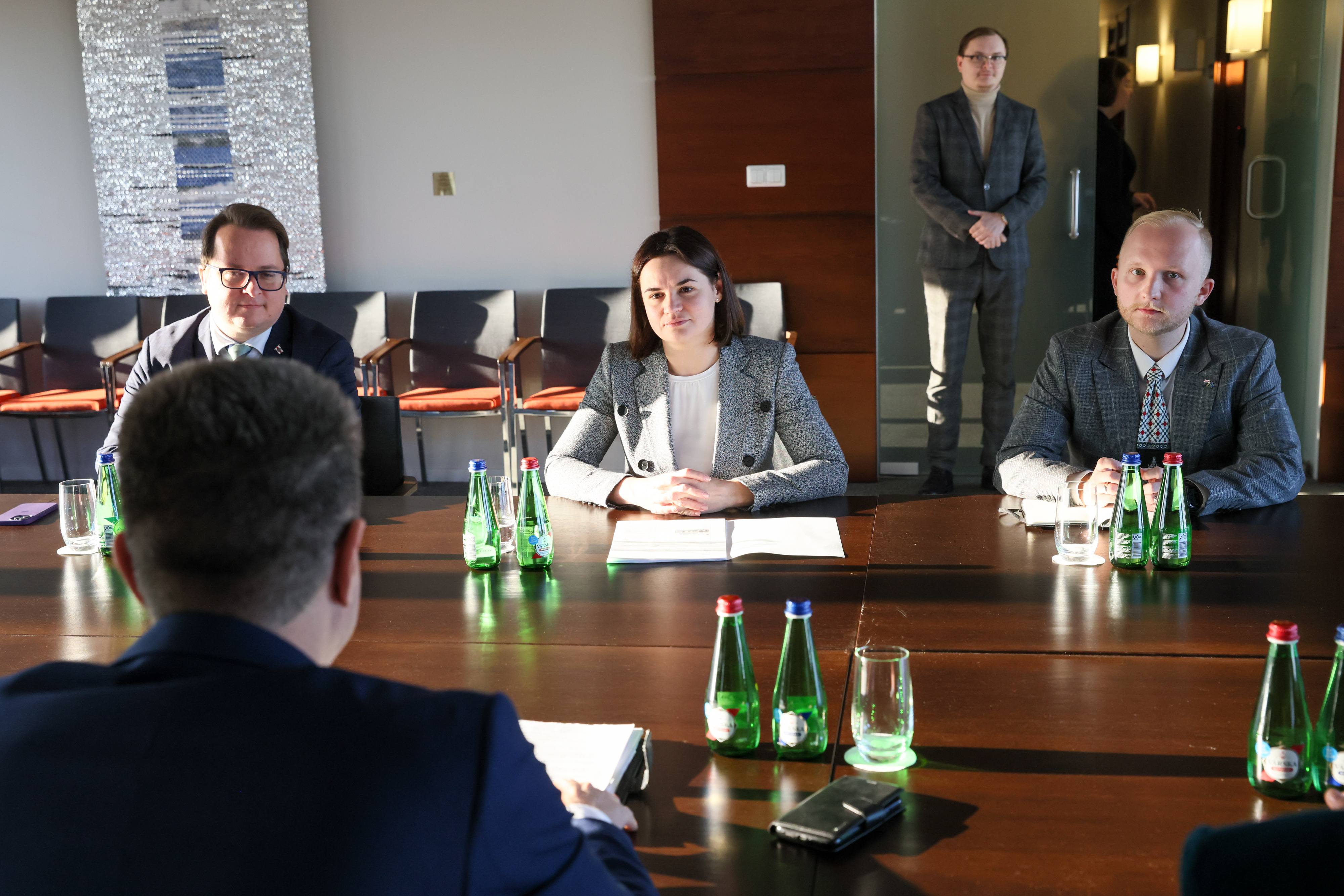
Франак Вячорка со Светланой Тихановской на встрече с Урмасом Рейнсалу

В 2006 году был одной из ключевых фигур в штабе оппозиционного кандидата в президенты Александра Милинкевича.
26 октября 2008 избран председателем «Молодёжи БНФ» (молодёжной фракции Партии БНФ), после призыва в ряды Вооружённых сил деятельность от имени Молодёжи БНФ прекратил.
Участник и организатор многих акций оппозиционных сил Беларуси. Неоднократно задерживался и был избит сотрудниками милиции и отбывал наказания. В 2001—2003 годах был членом «Молодого Фронта», с 2005 — один из основателей и участников Молодёжи БНФ.

### Офис Светланы Тихановской
С октября 2020 года — Советник по международным отношениям лидера белорусской оппозиции и кандидата в президенты Республики Беларусь на выборах 2020 года Светланы Тихановской.

## Политическое преследование
20 июня 2024 года белорусские власти заочно приговорили Вечёрко к 20 годам колонии усиленного режима и штрафу. Суд отказал Франаку в ознакомлении с делом, а также запретил присутствовать на процессе по видеосвязи.

## Творчество
Руководитель и продюсер музыкальных проектов «Партизанская школа», «Веру ў цябе», «Незалежныя», «20 гадоў — 20 гітоў» и т. п., руководитель проекта по дублированию иностранных фильмов на белорусский язык (Шрек 2, Криминальное чтиво, Реальная любовь).
В ноябре 2011 года в Польше снял художественный фильм «Жыве Беларусь!» по сценарию Кшиштофа Лукашевича и Франака Вечёрко, в сюжете которого — факты из биографии Вечёрки. Деньги на фильм (около двух миллионов долларов) выделило Министерство культуры Польши и французский Canal +. Участие в фильме приняли известные российские, польские, белорусские актёры: Анатолий Кот, Каролина Грушка, рэпер Vinsent. Премьера фильма состоялась 22 мая 2012 года на Каннском кинофестивале.
За фильм «Жыве Беларусь!» получил награду «Лучший сценарий» и 2000 евро на Международном Брюссельском кинофестивале в 2013 году. Также лауреат премии «Золотой Апостроф» (2011) (за лучший дебют в прозе), премии Хартии 97 «За личное мужество» (2009), «Новое поколение» (Молдова, 2008).
Фильм польского режиссёра Мирослава Дембиньского «Урок белорусского», в съёмках которого принимал участие Вечёрко, имеет 18 наград, в том числе «Movies that matter» (2007, Амстердам), «Prix Europa» (2007, Берлин) — как «Лучший документальный фильм Европы». Фильм был показан по ТВ в разных странах, доступен для скачивания в интернете. Франак Вечёрко принимал участие в киноспектакле «Тутэйшыя» по мотивам одноимённой пьесы Янки Купалы. Также снимался в фильме Антона Тялежникова «Игра в войнушку», рассказывающем о современной белорусской армии.

## Фильмография
| Год  | Фильм                   | Страна                   | Язык                             | Награды                                                         | Примечание                               |
| ---- | ----------------------- | ------------------------ | -------------------------------- | --------------------------------------------------------------- | ---------------------------------------- |
| 2006 | Урок белорусского языка | Беларусь, Польша         | белорусский, польский            |                                                                 |                                          |
| 2012 | Жыве Беларусь!          | Польша                   | белорусский, русский, польский   | - «Лучший сценарий» на Международном Брюссельском кинофестивале | Автор сценария; также актёр (милиционер) |
| 2015 | Made in BY              | Беларусь, Россия, Италия | белорусский, русский, английский |                                                                 |                                          |

## Оценка деятельности

### Положительная
Белорусский журналист и политолог Юрий Дракохруст охарактеризовал Франака как крайне эффективного и умного человека, а также назвал его самым влиятельным человеком в окружении Светланы Тихановской.
Мы знали его как медиаменеджера, медиаспециалиста. На наших глазах он вырос в политика. Он сильный политик. Все его так воспринимаютЮрий Дракохруст, 